# Octinodes jeffersonianus
Octinodes jeffersonianus là một loài bọ cánh cứng trong họ Cebrionidae. Loài này được Knull miêu tả khoa học năm 1941.